# 750-talet

## Händelser
- 756 – Kyrkostaten skapas.
- 758 – Desiderius, langobardernas sista kung, erövrar Spoleto och Benevento.
- 1 oktober 759 – Frost härjar i England.[1]

## Födda
- 750 – Leo, kejsare av Bysantinska riket.
- 751 – Karloman I, kung av Burgund, kung av Alemannien och kung av södra Austrasien.

## Avlidna
- 15 mars 752 – Zacharias, påve.
- 26 mars 752 – Stefan, påve.
- 754 – Childerik III, kung av Frankerriket.
- 26 april 757 – Stefan II, påve.